# Coccinia longicarpa
Coccinia longicarpa är en gurkväxtart som beskrevs av Jongkind. Coccinia longicarpa ingår i släktet Coccinia, och familjen gurkväxter. Inga underarter finns listade i Catalogue of Life.